# John Love
 John Maxwell Lineham Love  (Bulawayo, 7 de desembre de 1924 − Bulawayo, 25 d'abril de 2005) va ser un pilot de curses automobilístiques de Rhodèsia (ara Zimbàbue), que va arribar a disputar curses de Fórmula 1.

## A la F1
John Love va debutar a la novena i última cursa de la temporada 1962 (la tretzena temporada de la història) del campionat del món de la Fórmula 1, disputant el 29 de desembre del 1962 el GP de Sud-àfrica al circuit de East London.
Va participar en un total de deu proves puntuables pel campionat de la F1, disputades en deu temporades diferents (1962-1965 i 1967-1972) aconseguint un podi (segona posició) com a millor classificació en una cursa i assolí sis punts pel campionat del món de pilots.

## Resultats a la Fórmula 1
| Any  | Equip              | Xassís  | Motor    | 1       | 2      | 3   | 4   | 5   | 6   | 7   | 8       | 9     | 10    | 11  | 12  | 13  | Posició | Punts |
| ---- | ------------------ | ------- | -------- | ------- | ------ | --- | --- | --- | --- | --- | ------- | ----- | ----- | --- | --- | --- | ------- | ----- |
| 1962 | John Love          | Cooper  | Climax   | HOL     | MON    | BEL | FRA | GBR | ALE | ITA | USA     | SUD 8 |       |     |     |     | -       | 0     |
| 1963 | John Love          | Cooper  | Climax   | MON     | BEL    | HOL | FRA | GBR | ALE | ITA | USA     | MEX   | SUD 9 |     |     |     | -       | 0     |
| 1964 | Cooper Car Company | Cooper  | Climax   | MON     | HOL    | BEL | FRA | GBR | ALE | AUT | ITA NVQ | USA   | MEX   |     |     |     | -       | 0     |
| 1965 | John Love          | Cooper  | Climax   | SUD Ret | MON    | BEL | FRA | GBR | HOL | ALE | ITA     | USA   | MEX   |     |     |     | -       | 0     |
| 1967 | John Love          | Cooper  | Climax   | SUD 2   | MON    | HOL | BEL | FRA | GBR | ALE | CAN     | ITA   | USA   | MEX |     |     | 11è     | 6     |
| 1968 | Team Gunston       | Brabham | Repco    | SUD 9   | ESP    | MON | BEL | HOL | FRA | GBR | ALE     | ITA   | CAN   | USA | MEX |     | -       | 0     |
| 1969 | Team Gunston       | Lotus   | Cosworth | SUD Ret | ESP    | MON | HOL | FRA | GBR | ALE | ITA     | CAN   | USA   | MEX |     |     | -       | 0     |
| 1970 | Team Gunston       | Lotus   | Cosworth | SUD 8   | ESP    | MON | BEL | HOL | FRA | GBR | ALE     | AUT   | ITA   | CAN | USA | MEX | -       | 0     |
| 1971 | Team Peco/Gunston  | March   | Cosworth | SUD Ret | ESP    | MON | HOL | FRA | GBR | ALE | AUT     | ITA   | CAN   | USA |     |     | -       | 0     |
| 1972 | Team Gunston       | Surtees | Cosworth | ARG     | SUD 16 | ESP | MON | BEL | HOL | FRA | GBR     | ALE   | AUT   | ITA | CAN | USA | -       | 0     |

### Resum
| Curses: | Victòries: | Pòdiums: | Poles: | Voltes ràpides: | Punts: |
| ------- | ---------- | -------- | ------ | --------------- | ------ |
| 10      | 0          | 1        | 0      | 0               | 6      |